# Adamsfeld
Adamsfeld ist ein aus einer Hofschaft hervorgegangener Wohnplatz in der bergischen Großstadt Solingen. Der Name des Ortes ist nicht mehr im Stadtplan aufgeführt und auch nicht mehr gebräuchlich.

## Lage und Beschreibung
Adamsfeld liegt im Solinger Stadtteil Wald, dort in einer Talmulde entlang der Wiesenstraße nördlich des Walder Ortskerns. Von der einstigen Hofschaft sind nur noch einzelne verschieferte Fachwerkhäuser verblieben, der Ort ist ansonsten vollständig im geschlossenen Ortsgebiet aufgegangen. Unmittelbar angrenzend an Adamsfeld liegt der Walder Marktplatz (früher Hindenburgplatz genannt) und das großflächige Areal der ehemaligen Firma C. Grossmann Stahlguss. Nördlich von Adamsfeld liegen Felder Hof und Itterberg. Im Osten liegt Sorgenhaus. Südlich liegt Henshaus und der Walder Ortskern mit der Hauptstraße Friedrich-Ebert-Straße. Im Westen befinden sich Wiedenhof und die Walder Jahnkampfbahn.

## Etymologie
Der ursprünglich nur Feld genannte Ort verdankt seinen Namen der Bezeichnung für eine landwirtschaftlich genutzte Fläche. Adams- bezeichnet wohl den Besitzer des Feldes, Adam oder Adams ist demzufolge ein Personenname.

## Geschichte
Im Jahre 1715 ist der Ort in der Karte Topographia Ducatus Montani, Blatt Amt Solingen, von Erich Philipp Ploennies mit einer Hofstelle verzeichnet und als Feld benannt. Er gehörte zur Honschaft Itter innerhalb des Amtes Solingen. Nordöstlich ist ein weiterer Hof Feld verzeichnet, es handelt sich dabei um den heutigen Felder Hof. Die Topographische Aufnahme der Rheinlande von 1824 verzeichnet den Ort als Adamsfeld, die Preußische Uraufnahme von 1844 ebenso. In der Topographischen Karte des Regierungsbezirks Düsseldorf von 1871 ist der Ort nur ohne Namen verzeichnet.
Nach Gründung der Mairien und späteren Bürgermeistereien Anfang des 19. Jahrhunderts gehörte Adamsfeld zur Bürgermeisterei Wald, dort lag er in der Flur I. (Wittkull). 1815/16 lebten 18, im Jahr 1830 21 Menschen im als Weiler bezeichneten Adamsfeld. 1832 war der Ort Teil der Ersten Dorfhonschaft innerhalb der Bürgermeisterei Wald. Der nach der Statistik und Topographie des Regierungsbezirks Düsseldorf als Hofstadt kategorisierte Ort besaß zu dieser Zeit fünf Wohnhäuser und fünf landwirtschaftliche Gebäude. Zu dieser Zeit lebten 23 Einwohner im Ort, allesamt evangelischen Bekenntnisses. Die Gemeinde- und Gutbezirksstatistik der Rheinprovinz führt den Ort 1871 mit 20 Wohnhäusern und 114 Einwohnern auf. Im Gemeindelexikon für die Provinz Rheinland von 1888 werden für Adamsfeld 34 Wohnhäuser mit 250 Einwohnern angegeben.
In der zweiten Hälfte des 19. Jahrhunderts verlor der Ort seine eigenständige Lage als Hofschaft und ging in den expandierenden Wohn- und Gewerbegebieten des Walders Kernorts lückenlos auf. Der Ort lag ursprünglich am Ufer des Krausener Baches, der nahe dem Ort entspringt, in Ost-West-Richtung durch ein kleines Tal schließlich bei Untenitter in die Itter mündet. Um die Jahrhundertwende 19./20. Jahrhundert wurde das unwegsame Bachtal zugeschüttet und der Krausener Bach ab seiner Quelle verrohrt geführt, erst bei der namensgebenden Hofschaft Krausen verläuft er wieder an der Oberfläche. Die neu angelegte Wiesenstraße durch Adamsfeld entstand zu jener Zeit also auf einem Damm. Das ehemalige Bachtal lässt sich heute noch anhand des Straßenverlaufes der Wiesenstraße von der Heukämpchen- zur Wittkuller Straße nachvollziehen.

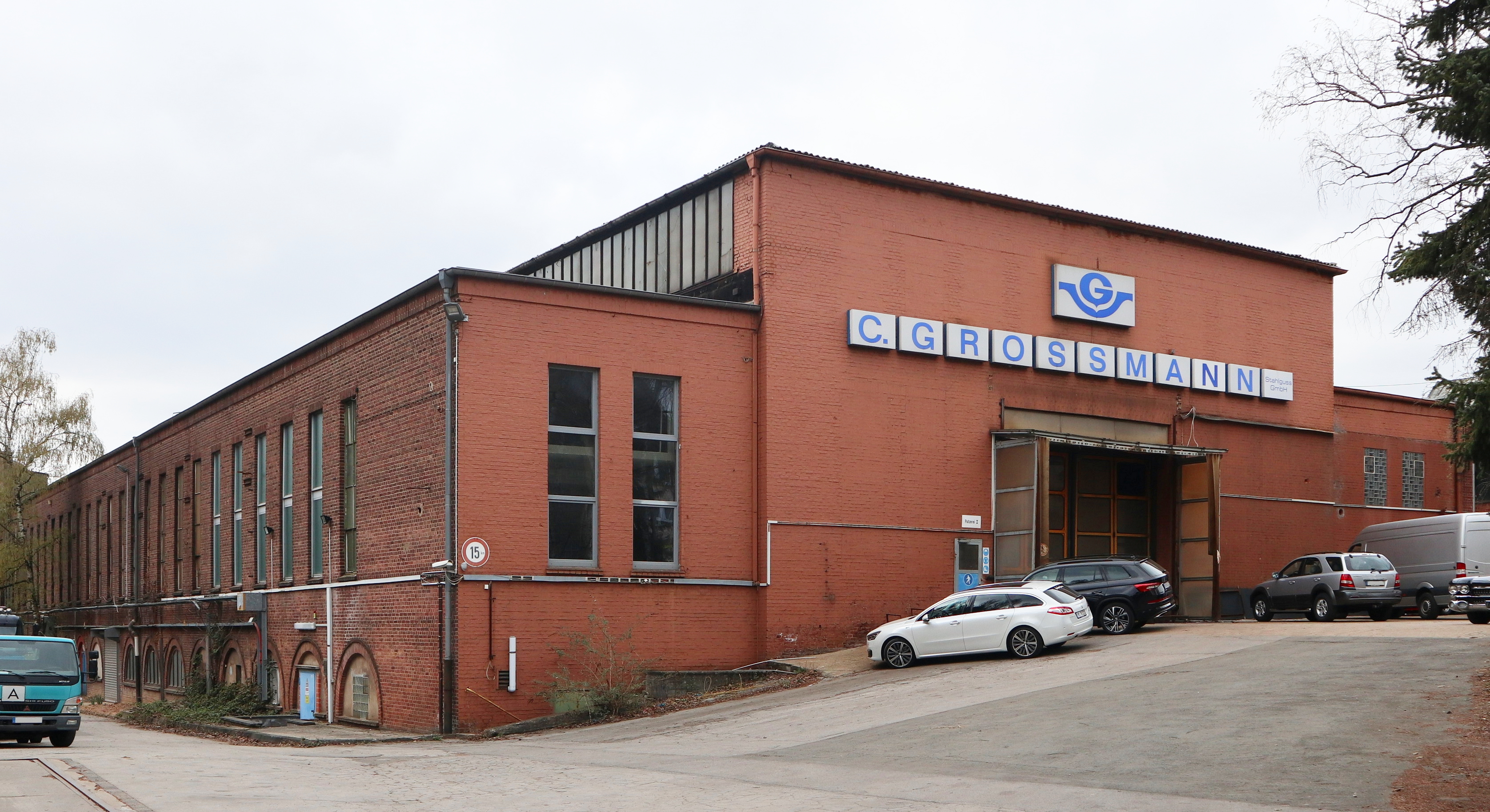
C. Grossmann Stahlguss (2021)

Im Jahre 1853 wurde das Unternehmen C. Grossmann Stahlguss gegründet. Die Firma produzierte für die Montanindustrie auf dem weitläufigen Areal zwischen Adamsfeld, Felder Hof und Sorgenhaus. Nach Jahrzehnte andauerndem Wachstum der zwischenzeitlich ältesten bestehenden Stahlgießerei Deutschlands, erlebte das Unternehmen durch den Niedergang des Bergbaus in Deutschland auch selbst einen Niedergang, da die Absatzmärkte wegfielen. Mehrfach seit Ende des 20. Jahrhunderts wurde Insolvenz angemeldet und Belegschaft sukzessive verkleinert. Im Jahre 2016 wurde der Betrieb schließlich vollständig eingestellt. Für die Zukunft des umfangreichen Areals am Adamsfeld gibt es zahlreiche Pläne, unter anderem die Errichtung eines neuen Gewerbe- und Wohngebietes.
Die Stadt Wald errichtete zu Beginn des 20. Jahrhunderts im Südwesten Adamsfelds einen großen Marktplatz, auf dem seither der Walder Wochenmarkt abgehalten wird. Von 1917 an trug er den Namen Hindenburgplatz, bevor er 1922 in Freiheitsplatz umbenannt wurde. Mit der Städtevereinigung zu Groß-Solingen im Jahre 1929 wurde Adamsfeld ein Ortsteil Solingens. Im Jahre 1933 wurde der Freiheitsplatz bei Adamsfeld wieder in Hindenburgplatz umbenannt. Ende der 2000er Jahre kam es zu umfangreichen Diskussionen in der Solinger Lokalpolitik über die Rechtmäßigkeit der Ehrung Paul von Hindenburgs mit einem Straßennamen vor dem Hintergrund seiner Rolle im Zusammenhang mit der Ernennung Hitlers zum Reichskanzler. Schließlich beschloss der Stadtrat 2010 die Umbenennung des Platzes in Walder Marktplatz, nachdem sich der Name Pina-Bausch-Platz in der Bevölkerung nicht durchsetzen konnte.
Der Ortsname Adamsfeld ist heute in den Stadtplänen nicht mehr verzeichnet. Die zu dem Ort gehörenden Hofschaftshäuser wurden zum größten Teil abgerissen, einige wenige stehen noch entlang der Wiesenstraße in Wald.